# Вангелов, Георгий
Георгий Валентинов Вангелов (болг. Георги Валентинов Вангелов; 29 июля 1993, Раднево, Старозагорская область, Болгария) — болгарский борец вольного стиля, призёр чемпионатов Европы и Кубка мира, участник Олимпийских игр 2020 года в Токио.

## Карьера
В марте 2016 года на чемпионате Европы в Риге, одолев представителя Беларуси Асадулу Лачинова в схватке за 3 место, стал бронзовым призёром. В декабре 2020 года в Белграде на Индивидуальном Кубке мира, одержав победу в схватке за 3 место над таджиком Мухаммадом Икромовым, стал бронзовым призёром. В марте 2021 года в Будапеште на европейском квалификационном турнире к Олимпийским играм 2020 года в Токио, одолев представителя Азербайджана Ислама Базарганова завоевал лицензию. В августе 2021 года на Олимпийских играх в схватке за бронзу уступил Нурисламу Санаеву, представляющего Казахстан, и занял итоговое 5 место.
В Загребе, на чемпионате Европы 2023 года в утешительном финале победил грузина Роберта Дингашвили и завоевал бронзовую медаль. 

## Личная жизнь
Женат, есть дочь — Мария, 2017 года рождения.

## Достижения
- Чемпионат Европы по борьбе среди юношей 2010 — ;
- Чемпионат мира по борьбе среди юниоров 2011 — ;
- Чемпионат Европы по борьбе среди юниоров 2013 — ;
- Чемпионат Европы U23 2015 — ;
- Чемпионат Европы по борьбе 2016 — ;
- Чемпионат Болгарии по вольной борьбе 2020 —
- Индивидуальный кубок мира по борьбе 2020 — ;
- Олимпийские игры 2020 — 5;
- Кубок мира по вольной борьбе 2022 — ;